# Abdelkrim El Hadrioui
Abdelkrim El Hadrioui (Taza, 6 maart 1972) is een Marokkaans voormalig profvoetballer die doorgaans als linkerverdediger speelde. Hij kwam uit voor clubs als FAR Rabat, SL Benfica en AZ Alkmaar. Hadrioui was tussen 1993 en 2002 international van het Marokkaans voetbalelftal.

## Clubcarrière
El Hadrioui begon zijn loopbaan 1989 als verdediger bij FAR Rabat. Tussen 1996 en 1998 kwam hij twee seizoenen uit voor het Portugese Benfica. Hij stapte over naar AZ Alkmaar waar zijn contract in oktober 2002 ontbonden werd. Hij ging spelen bij Sporting Charleroi in België waarna hij in 2004 zijn loopbaan beëindigde.

## Interlandcarrière
Hij kwam 72 keer uit voor het Marokkaans voetbalelftal en maakte daarbij drie doelpunten. Hij maakte deel uit van de selecties voor de Wereldkampioenschappen in 1994 en 1998 en de Olympische Zomerspelen in 1992.